# Garriguella

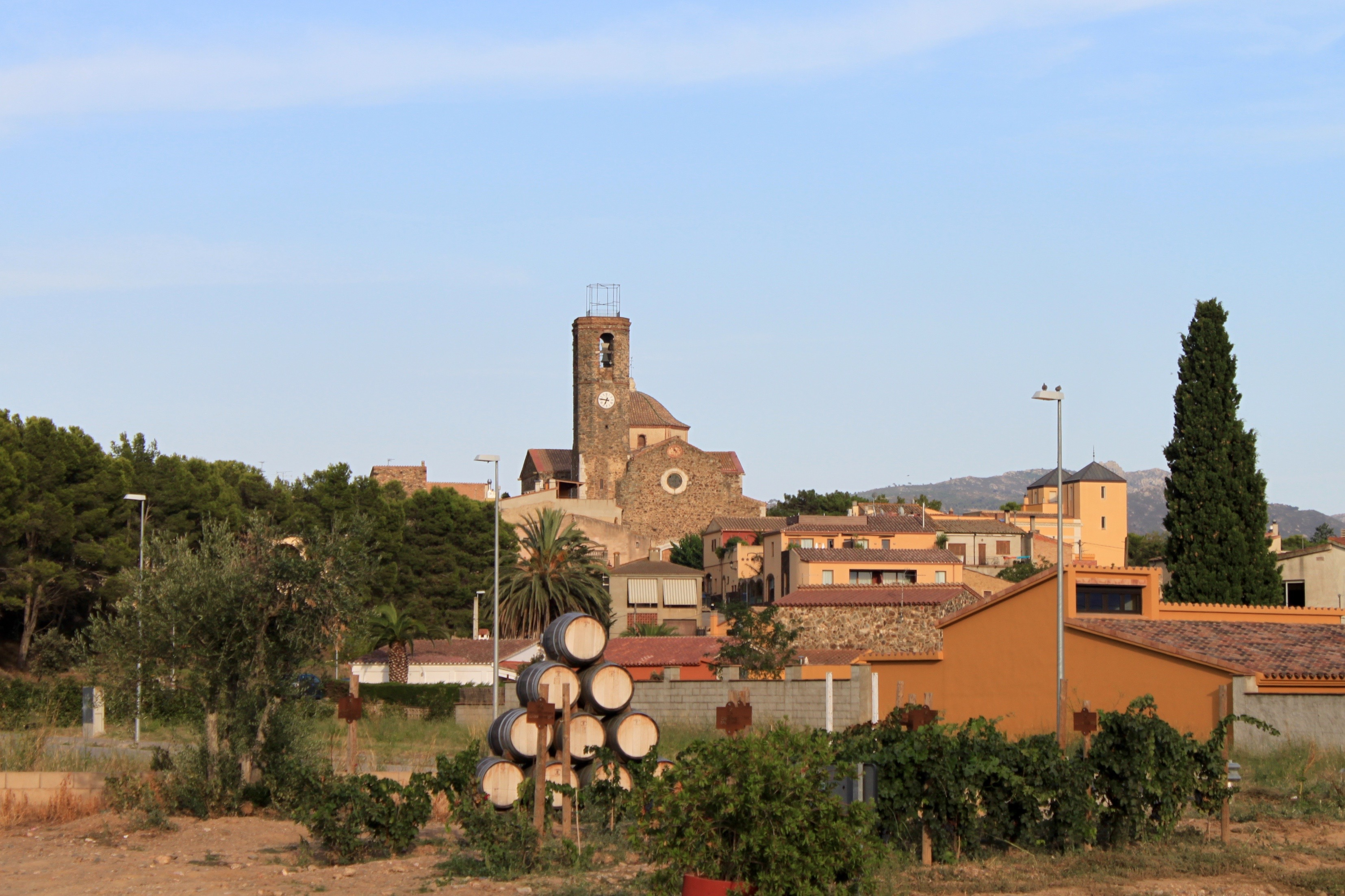
Garriguella

Garriguella is een gemeente in de Spaanse provincie Girona in de regio Catalonië met een oppervlakte van 21 km². Garriguella telt 854 inwoners (1 januari 2016).

## Demografische ontwikkeling
Bron: INE, 1857-2011: volkstellingen